# Reactor de agua a presión

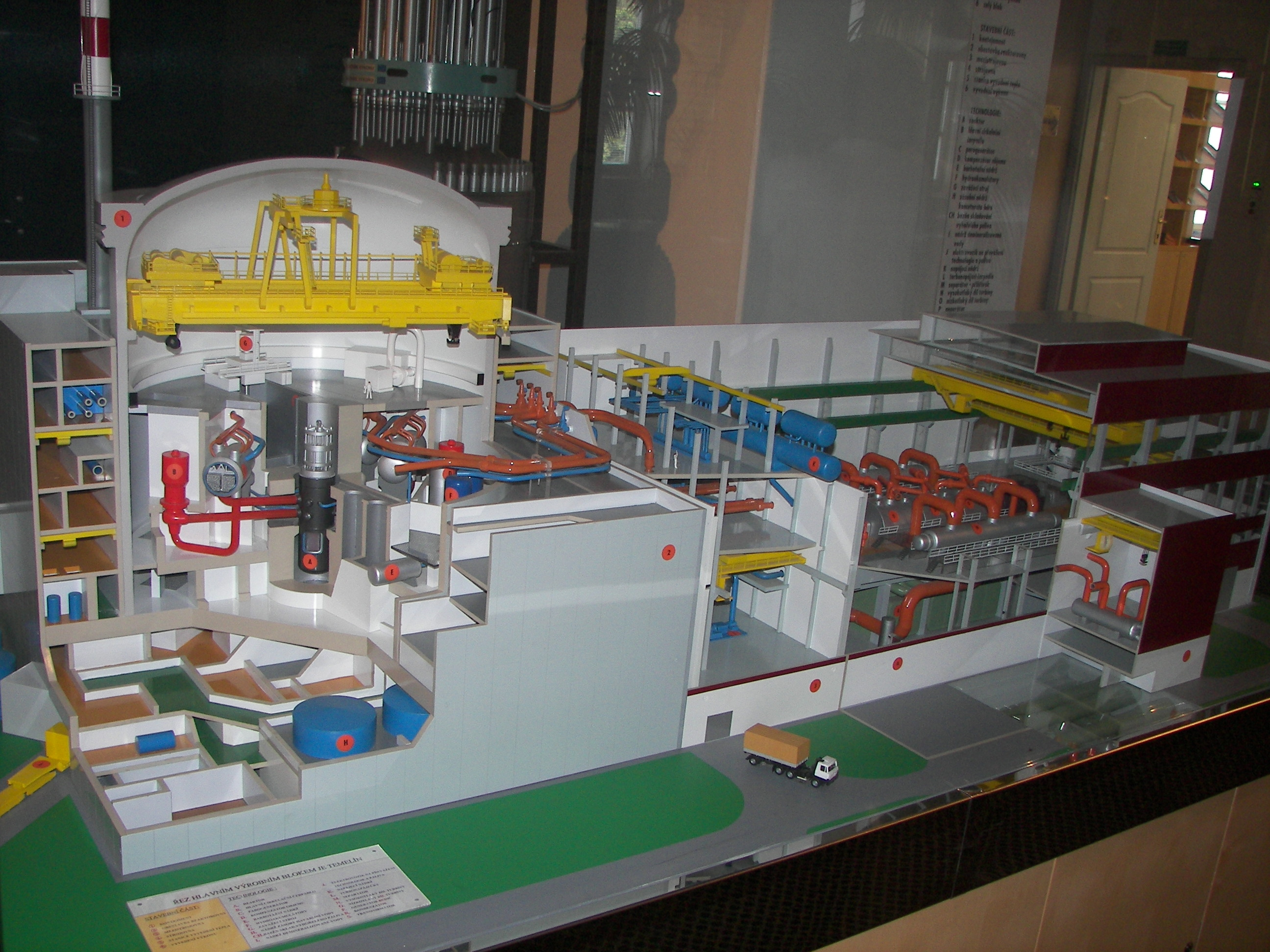
Maqueta de una central nuclear tipo PWR.

Un reactor de agua a presión (por sus siglas en inglés PWR: Pressurized Water Reactor) es un tipo de reactor nuclear que usa agua como refrigerante y moderador de neutrones.
En un PWR, el circuito primario de refrigeración está presurizado con el fin de evitar que el agua alcance su punto de ebullición, de aquí el nombre de este tipo de reactores. El PWR es uno de los tipos de reactores más utilizados a nivel mundial. Hay más de 230 reactores tipo PWR en uso para la generación de energía eléctrica (los PWR producen típicamente entre 900 y 1500 MWe), y varios cientos más que se usan para propulsión naval. El PWR fue diseñado originalmente por el Bettis Atomic Power Laboratory para ser utilizado como planta de energía en un submarino nuclear. También, algunos PWR pequeños han sido utilizados para calefacción en regiones polares.

## Resumen
La figura a la derecha muestra un esquema de un reactor tipo PWR. En un PWR (y en la mayoría de los reactores nucleares de potencia), el combustible nuclear (C) calienta el agua del circuito primario entregando calor por conducción térmica a través de la vaina que contiene al combustible. El agua calentada por el combustible nuclear, pasa hacia un tipo de intercambiador de calor llamado generador de vapor (B), donde el calor del agua del circuito primario se transfiere hacia el agua del circuito secundario para convertirla en vapor. La transferencia de calor se lleva a cabo sin que el agua de los circuitos primario y el secundario se mezclen ya que el agua del circuito primario es radioactiva, mientras que es necesario que el agua del secundario no lo sea. El agua volverá nuevamente a la vasija del reactor mediante las bombas de refrigerante del reactor (P1). El vapor que sale del generador de vapor se utiliza para mover una turbina (T) que a su vez mueve un generador eléctrico (G). En submarinos nucleares la electricidad se utiliza para alimentar una máquina eléctrica que se utiliza para la propulsión del submarino, mientras que en una planta de potencia el generador eléctrico está conectado a la red de distribución eléctrica. Tras pasar por la turbina, el vapor se enfría en un condensador (K) donde se tiene nuevamente agua líquida que es bombeada (P2) nuevamente hacia el generador de vapor. El condensador es enfriado por un tercer circuito de agua llamado circuito terciario.
Se tienen dos características distintivas de los reactores de agua presurizada (PWR):
- En un PWR, hay tres circuitos de refrigeración (primario, secundario y terciario), que utilizan agua ordinaria (también llamada agua ligera, en el ámbito de la ingeniería nuclear). En cambio, en un reactor de agua en ebullición (BWR) hay dos circuitos. También hay otros tipos de reactores, tales como los reactores rápidos que utilizan otras sustancias en lugar de agua en sus circuitos de refrigeración.
- La presión en el circuito primario es típicamente de 16 MPa, que es una presión notablemente más alta que en otros reactores nucleares. Como consecuencia de esto, la temperatura de ebullición del agua se aumenta a un valor tal que se garantiza que el agua del circuito primario no se evapore durante la operación normal del reactor. En cambio, en un BWR el agua del primario no está tan presurizada y una fracción en torno al 15 % se convierte en vapor en el núcleo del reactor. En algunos diseños este vapor es el que se utiliza directamente para mover la turbina, eliminando la necesidad de utilizar un generador de vapor.

## Características de diseño de los reactores tipo PWR

### Refrigerante
En reactores tipo PWR se utiliza agua ordinaria como refrigerante. El agua alcanza temperaturas del orden de los 315 °C (~600 °F). El agua permanece fundamentalmente en fase líquida (si bien hay ebullición nucleada en la zona del núcleo) debido a la alta presión a la que funciona el circuito primario (usualmente alrededor de los 16 MPa/150 atm). El agua del primario se utiliza para calentar el agua del circuito secundario que se convierte en vapor saturado en el generador de vapor para ser usado en la turbina (en la mayoría de los diseños la presión del secundario es de 60 atm y la temperatura del vapor es de 275 °C).

### Moderador
Los reactores PWR, como todos los diseños de reactores térmicos, requieren que los neutrones rápidos producidos por las fisiones en el combustible del reactor pierdan energía, esto es, disminuyan su velocidad (a este proceso se lo denomina moderación) con el fin de poder mantener la reacción en cadena. Dado que la masa de núcleos de hidrógeno que se encuentran en una molécula de agua es parecida (en realidad es algo mayor) a la masa de un neutrón, los neutrones van perdiendo velocidad a medida que chocan con las moléculas de agua. El efecto de moderación será mayor en la medida que la densidad del agua sea mayor (ya que al haber mayor cantidad de moléculas de agua por unidad de volumen, entonces mayor será la probabilidad de que un neutrón choque con una molécula). En los PWR el agua que se usa como refrigerante, también actúa como material moderador. El uso de agua como moderador es una importante característica de seguridad de los reactores PWR, ya que, en caso de un incremento en la temperatura del moderador (por ejemplo, durante una subida incontrolada de la potencia del reactor), la densidad del agua disminuye, reduciendo el efecto de moderación y por lo tanto, reduciendo la probabilidad de que los neutrones rápidos pierdan velocidad y alcancen la velocidad necesaria para inducir una nueva fisión (y por lo tanto resultando en una reducción de la potencia del reactor). Este efecto hace que los reactores PWR sean muy estables.

### Combustible

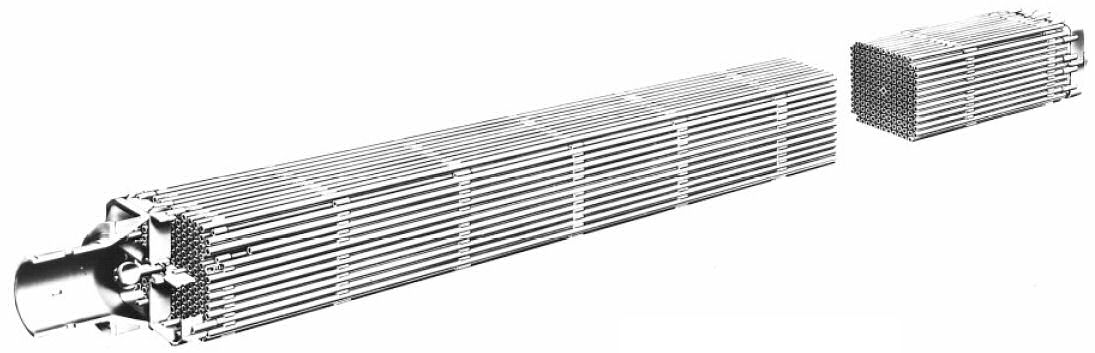
Elemento Combustible de reactor PWR. Diseñado y construido por Babcock and Wilcox.

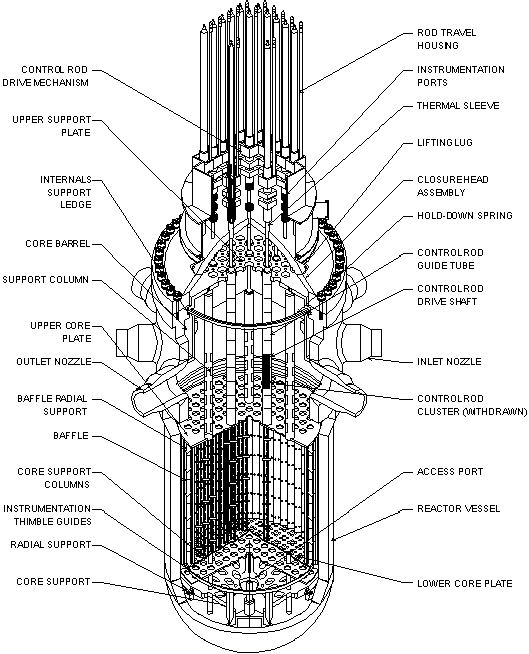
Recipiente de Presión de un reactor PWR.

El combustible que se utiliza en reactores PWR es un óxido de uranio, donde el uranio se encuentra enriquecido en 235U en valores que van de 2 a 4 %. Tras su enriquecimiento, el dióxido de uranio (UO2) en polvo se cuece a alta temperatura en un horno de sinterizado para poder endurecer el material y permitir la fabricación de pastillas (en inglés, pellets) de dióxido de uranio enriquecido. Estos pellets se ponen en vainas fabricadas con una aleación metálica de zirconio resistente a la corrosión. Estas vainas se llenan además con helio a fin de mejorar la conducción térmica (entre el pellet y la vaina). Estas vainas de combustible así terminadas se agrupan en elementos combustibles que son utilizados para formar el núcleo del reactor. Un elemento combustible típico de un PWR tiene entre 200 y 300 vainas cada uno y el núcleo de un reactor PWR tiene entre 150 y 250 elementos combustibles que, en total, contienen entre 80 y 100 toneladas de uranio. Generalmente, los elementos combustibles son bloques de 14 x 14 a 17 x 17 vainas. El elemento combustible tiene alrededor de 4 m de longitud. 

### Control
La potencia del reactor en PWR comerciales y militares se controla normalmente variando la concentración de ácido bórico en el refrigerante del circuito primario. El boro es un absorbente de neutrones muy eficaz y, por lo tanto, incrementando o reduciendo la concentración de boro en el reactor se afecta la población de neutrones en el reactor. Además el reactor utiliza barras de control que se insertan desde arriba en los elementos combustibles y se utilizan normalmente solo para las operaciones de arranque y apagado del reactor. En contraste, los reactores tipo BWR no usan boro disuelto en el refrigerante primario para el control de la potencia del reactor sino que se realiza regulando el caudal de refrigerante. Esta es una ventaja de los BWR en relación con otros reactores ya que el ácido bórico es muy corrosivo y además no se requiere de un sistema que se encargue de regular la concentración de este absorbente. Sin embargo, la mayoría de los reactores BWR comerciales incluyen un sistema de apagado de emergencia basado en la inyección de ácido bórico en el refrigerante del circuito primario. Por su parte, los reactores tipo CANDU también utilizan ácido bórico como sistema redundante para el apagado del reactor. En el caso de reactores navales, la potencia se regula por medio de barras de control.

### Salvaguardias tecnológicas

#### El Sistema de Inyección de Seguridad, SIS
Actúa cuando se produce un LOCA (Loss of Coolant Accident) inyectando agua borada en el reactor para evitar el aumento de temperatura en las vainas de combustible. Consta de tres fases:
a) Inyección pasiva de los acumuladores: El agua borada está almacenada a unos 45 bares en unos tanques, de los cuales hay uno por cada lazo. El agua está retenida gracias a unas válvulas que se abren si la presión en los taques es mayor que en el sistema de refrigeración primario. Al producirse el LOCA, provocará una despresurización en el primario y las válvulas se abrirán, inyectando el agua borada en la rama fría del SRR (Sistema de Refrigeración del Reactor). Esto proporciona un enfriamiento rápido del núcleo cuando se producen grandes roturas.
b) Inyección de seguridad activa: Esta fase se realiza mediante 2 sistemas, el sistema de baja presión, SBP, y el de alta, SAP: El SBP inyecta agua borada en el SRR en el caso de roturas grandes. Se compone de 2 o 3 trenes de almacenamiento del agua de recarga. El SAP inyecta agua en el caso de roturas pequeñas, en las que la pérdida de carga y presión es lenta.
La inyección activa se acciona cuando varios elementos de la instrumentación electrónica detectan baja presión en el presionador, aumento de la presión de la contención, enfriamiento excesivo del refrigerante, o en una de las líneas de vapor.
c) Cuando el nivel del Tanque de Almacenamiento del Agua de Recarga cae a un cierto nivel, las bombas ya no succionan del mismo sino del sumidero del recinto de contención, y entonces la segunda fase del SIS termina. Comienza entonces la recirculación del agua a través de las ramas calientes de los lazos principales de refrigeración para evitar así la ebullición del agua en el núcleo y la consiguiente deposición de boro en las vainas.

## Ventajas
- Los reactores tipo PWR son muy estables debido a su tendencia a reducir su potencia ante incrementos de temperatura, esto ayuda a reducir la posibilidad de perder el control de la reacción en cadena.
- Los PWR pueden ser operados con un núcleo que contiene menos material fisible que el necesario para alcanzar la condición de criticidad con neutrones instantáneos (en inglés, prompt critical). Esto reduce la posibilidad de que el reactor tenga una subida incontrolada de la potencia y es una de las características de seguridad de los PWR.
- Puede verse también como ventaja el hecho de que al utilizar uranio enriquecido como combustible, los PWR pueden utilizar agua ordinaria como moderador en lugar de necesitar agua pesada cuya producción es costosa. Nota: esta ventaja es relativa, ya que el proceso de enriquecimiento de uranio también es un proceso costoso (véase también desventajas).

## Desventajas
- El agua del sistema refrigerante primario tiene que ser altamente presurizado para mantener el agua en fase líquida a las temperaturas de trabajo del reactor. Esto pone requerimientos exigentes sobre las tuberías y el recipiente de presión del reactor y por lo tanto incrementa los costos de construcción. También eso incrementa el riesgo ante un accidente con pérdida de refrigerante del sistema primario.
- Los PWR no pueden cambiar el combustible gastado mientras están operando. Esto limita la eficiencia del reactor y también implica que tiene que salir de operación por periodos más largos que otros tipos de centrales nucleares.
- El agua caliente del primario con ácido bórico disuelto es corrosivo para el acero inoxidable, causando que los productos de corrosión (que son radiactivos) circulen por el circuito primario. Esto limita la vida útil del reactor y además requiere de sistemas especiales para el filtrado de los productos de corrosión, lo cual incrementa el costo del reactor.
- El agua ordinaria es más absorbente de neutrones que el agua pesada. Por lo tanto al utilizar agua ordinaria como moderador es necesario utilizar uranio enriquecido como combustible, lo cual incrementa el costo del combustible. En el caso de los reactores que usan agua pesada, es posible utilizar uranio natural como combustible, pero el costo en este caso está en la producción del agua pesada.
- Dado que el agua actúa como moderador de neutrones, no es posible construir un reactor rápido con un diseño de PWR. Por esta razón no es posible construir un reactor rápido reproductor que utilice agua como refrigerante. Sin embargo es posible construir un reactor reproductor térmico utilizando agua pesada.

## Diseños avanzados de reactores tipo PWR
- European Pressurized Reactor (EPR).
- Westinghouse Advanced Passive 1000 (AP1000).